# 不器用ビンボーダンス
『不器用ビンボーダンス』（ぶきようビンボーダンス）は、なををををををによる日本の2コマ漫画作品。作者のTwitter上で連載されている。略称は「武器瓶」。

## 概要
作者が自身のTwitterアカウント上で毎日投稿を行っており、2025年7月13日時点での話数は2200話を超える。話数カウントはその○○。ギャグ、なかんずく言葉遊び系ネタを主な内容としている。また、ニコニコ漫画やPixiv上でも公開されており、特にニコニコ漫画版ではTwitterでは公開されていないサイドストーリーが掲載されている。
2021年の次にくるマンガ大賞にノミネートされた。

## 登場人物

### 主要人物
御剣 ちより（みつるぎ ちより）
誕生日：1月15日 / 血液型：B型（その344） / 高校2年生→高校3年生→大学1年生→大学2年生→大学3年生→大学4年生→配信業
栗山弓と盾木水瀬の親友で、焼肉においてタレより塩派を貫く。
言動が攻撃的で、たとえ子どもが相手でも容赦はしない。
笑いのツボが他の人とズレており、まれに盾木水瀬の発言に爆笑している様子が作中で見られる。
盾木水瀬に漫画やゲームを貸したまま長らく返却されていない（その131）が、2年生の春休みと思われる期間中に返却された（その357）。
猫が嫌いで、何を考えているのかわからない点が嫌いだという（その220）。
辛い食べ物への耐性が低く、明太子のポテトサラダでも火を噴く（その288）。
その922より配信者として活動している。
栗山 弓（くりやま ゆみ）
誕生日：6月3日 / 高校2年生→高校3年生→大学1年生→大学2年生→大学3年生→大学4年生→会社員
御剣ちよりと盾木水瀬の親友で、アニメオタクの弟がいる。
盾木水瀬に強い好意を抱いている。
何を考えているか分からないため、嫌がられることが多いという。盾木水瀬と出会ってすぐの頃に、「掴み所の無い奴」と言われている（その493）。また、花見や旅行などのイベントを提案する側に回ることが多い。行動力があるが突飛な思い付きも多いため、御剣ちよりに「ブレーキに脚届いてないだけ」と言われている（その414）。
夜眠れない体質で、盾木水瀬は「お前が夜 寝てるとこ見たことない」と述べている（その363）。かつて"あるもの"を見たことでその症状が悪化したと考えられる（その483おまけ）。
料理未経験者で、猫の手を知らなかった（その66）。しかし、盾木水瀬に作った料理を振る舞ったり（その373）、家で晩飯当番の役割分担があったり（その536）と、料理が上達していると考えられる描写が存在する。
サボテンを育てており、たまに散歩に連れていく（その210）。一つには「ギザカクタス」という名前がついている。
盾木 水瀬（たてき みなせ）
誕生日：8月14日 / 高校2年生→高校3年生→大学1年生→大学2年生→大学3年生→大学4年生→会社員
御剣ちよりと栗山弓の親友で、おにぎりの具は辛子明太子が好み。
栗山弓とかなり仲が良く、頻繁に栗山家に泊まりに行っている。
小学生の頃から身長が高く、そのことを周囲にからかわれていた。中学に入学した時点で、身長は172cm。
昔クラゲに尻を刺されたことがあり、その影響で現在でも水棲生物が苦手（その119.5）。
身体能力が高く、中学2年生の時にバスケ部のキャプテンを務めていた。
勉強があまり得意ではないらしく、御剣ちよりに数学のノートを借りたり、宿題を見せてもらおうとしたりする描写がある。栗山弓は、「大学入れるのか心配」と不安に思っている（その503）。

### 主要人物の親族
栗山籤（くりやま くじ）
中学3年生→高校1年生→高校2年生→高校3年生→大学1年生→大学2年生→大学3年生
その27から登場した栗山弓の弟。オープンなアニメオタクであり、部屋に漫画や箱入りのフィギュアがある。
栗山弓からは「くーくん」と呼ばれており、毎回無茶苦茶なことを言う姉に対して鋭い指摘を入れている。
朝のジョギングを日課としている（その226）。
なお、作中では顔が描かれていなかったが、その866より顔が描かれている。
ちよりの母である御剣那由多の経営する探偵事務所で高校生の頃からバイトをしている。
盾木桜華（たてき おうか）
誕生日：3月29日 / 大学生→探偵事務所調査員
その133から登場した盾木水瀬の姉で、猫好き。盾木水瀬とはあまり仲が良くない。
機械に強く、自宅の鍵の3Dモデルを自作して配布したこともある。なお、その件は「お母さんに怖いくらい怒られた」という（その320）。
涙もろい性格で、映画を見たり卒業式に出たりすると泣くという（その395）。
なお、作中では顔が描かれていないが、作者のfanboxにて公開されている。
御剣那由多（みつるぎ なゆた）
その391から登場した御剣ちよりの母で、探偵。
娘のちよりと夫とは別居しているが、時折家に来訪し、「ママ」呼びする娘をよくからかっている。
御剣筒（みつるぎ つつ）
その528から登場した御剣ちよりの父。御剣ちよりの名づけ親でもある。

### 打田家
打田空射奈（うちだ くいな）
大学1年生→大学2年生→大学3年生→大学4年生→不明
その145から登場した打田3姉妹の長女。
方向音痴であり、栗山弓に何度も助けられている。また、機械音痴でもあり、友人の盾木桜華にパソコンのことで呼び出して助けてもらっている。いわゆる「○○音痴」であるが、運動は大得意である。
中学時代はバスケ部に所属しており、盾木水瀬の先輩である。
打田海奈（うちだ かいな）
誕生日：6月1日 / 高校2年生→高校3年生→大学1年生→大学2年生→大学3年生
その145から登場した打田3姉妹の次女。
人との距離感が近く、初対面の盾木水瀬にも積極的に話かけていた。また、かなりの世話焼きで、自分を顧みずに好きな人のためになる行動ばかりしている。その様子を姉の空射奈は「健全ではない」と心配している。
「ともちゃん」という幼稚園の頃の友達がいるが、作中でその姿は現れていない。
中学時代は、盾木水瀬と同じバスケ部に所属していた。
打田陸利奈（うちだ おかりな）
誕生日：10月30日 / 小学6年生→中学1年生→中学2年生→中学3年生→高校1年生→高校2年生→高校3年生
その166から登場した打田3姉妹の三女。
御剣ちよりとは気が合うらしく、よく2人で遊んでいるが、その都度彼女を煽っている。御剣ちよりからは「リナ」と呼ばれている。

### その他の人物
色井真夜（いろい まよ）
誕生日：3月11日
その38から登場。『YUMMY』という小さな映画館で、アルバイトとして働いている。
人と人との関わりは戦いのようなものであり、大体の人はそれぞれに適した武器を持つ、という持論を持っている。映画館にたまに来る学生の相談に乗っており、かつて悩みを抱えていた御剣ちよりにもアドバイスをしている。
両親が海外勤務のため、幼少期から祖父と二人暮らしだった（その561）。
色井の祖父
その561から登場。厳しい性格で、斜に構えたような態度をとっている。孫の真夜は良く思っておらず、度々喧嘩になる。
獅子流芽城（ししる めじろ）
その230から登場。御剣たちの高校時代の担任で、彼女たちの問題行動に度々頭を抱えている。
中学生の頃から教師に憧れており、「迷っている誰かを導けるような人になるのが夢」と色井真夜に語っている（その299）。
色井真夜とは中学以来の親友であり、元カノでもある。
禁津叫子（きんづ きょうこ）
その670から登場。真面目な性格で、今まで信号を無視したことがない。
御剣と同じ高校に通っていたが、直接の面識はなかった。御剣と同じ大学を受験し、合格した。その後、彼女と同じアパートで一人暮らしをしていたが、その2187より御剣とルームシェアをしている。
祝寺うにこ（しゅくじ　-）
その720から登場。
甘いものが好きだったり嫌いだったりする。
栗山と同じ大学に通っている。
白道噴花（びゃくどう ふんか）
その1456から登場。
わんぱくでものを壊すことが多く、最近祖父母の家の障子を破った。
籤と同じ大学に通っており、よく行動を共にしている。
六とは近所のよしみがある。
六羽乃美（むつ うのみ）
その1479から登場（ただし、その1284にセリフのみ出演している）。
中高共に陸利奈と同じ学校に通っており、中学校時代は同じクラスだったことがあったが、陸利奈からは顔も名前も覚えられていなかった。
作者曰く「変態」で、世界にあるすべてのものが性的に見えている。
その1498より盾木と同じ本屋でバイトをしている。
紅葉廻（べには めぐる）
その2179から登場。
栗山の会社の先輩であり、教育係。
飲み会は好きだが、飲み会の人数が一定の数を超えると嫌になって帰りたくなる。
南郷沙尽（なんごう さつき）
その2185から登場。
盾木の会社の唯一の同期。
猫が好きだが、野良猫に近づくにはそこそこ有機を要する。

## 時間軸
毎日更新であり、現実の時間とおおよそ一致してストーリーが進行するが、1日のエピソードが数日にわたって描写されたり、過去のエピソードが描写されたりすることもある。